# Xã Rush, Michigan
Xã Rush (tiếng Anh: Rush Township) là một xã thuộc quận Shiawassee, tiểu bang Michigan, Hoa Kỳ. Năm 2010, dân số của xã này là 1.291 người.